# 多細胞少女
《多細胞少女》（：／），是韓國2006年上映的一部喜劇電影，改編自漫畫家蔡正澤的同名網路漫畫。透過尚未刻劃完成的各種人物，來諷刺社會以物質和偏見去評價一個人，傳遞不能用普遍的觀念和標準去衡量別人的個性取向，也不能隨意謾罵的訊息。

## 劇情介紹
學校的會長和副會長是一對出名的SM情侶，一個喜歡施虐，另一個喜歡受虐，兩人因染上性病被早退，這是該校紊亂的校風。不過有一群人的純情，在這不良風氣下蔓延著。用援助交際養家的孝女「遭遇許多困難的少女」，被從瑞士轉學來的安新力深深吸引，但是安新力卻看上「獨眼龍」漂亮的弟弟「雙眼龍」。

## 演員陣容
- 金玉彬 飾 遭遇許多困難的少女
- 朴鎮宇 飾 安新力
- 李　全 飾 獨眼龍
- 朴慧媛 飾 班長少女
- 南好貞 飾 副會長少女
- 宋昰昀 飾 桔梗少女
- 李勇株 飾 會長少年
- 李民赫 飾 US
- 劉　健 飾 TERI
- 李恩承 飾 雙眼龍
- 李原種
- 林藝真
- 朴容植
- 李在勇

### 特別出演
- 金守美
- 趙靜林
- 李秉俊